# Simo Häyhä
Simo Häyhä (Rautjärvi, 17 december 1905 – Hamina, 1 april 2002) was een Finse soldaat die waarschijnlijk de succesvolste sluipschutter aller tijden was, met 705 bevestigde gedode Sovjetsoldaten waarvan 542 als sluipschutter. Hij stond in Rusland bekend als Belaya smertj ("De witte dood").
Häyhä werd geboren in Rautjärvi, een klein dorpje vlak bij de huidige Fins-Russische grens. Hij begon zijn militaire dienst in 1925. Tijdens de slag bij Kollaa in de Winteroorlog tussen Finland en de Sovjet-Unie (1939-1940) werkte hij in temperaturen tussen -20 en -40 °C, en droeg een volledig wit camouflagepak. In deze oorlog doodde hij 505 soldaten van het Rode Leger met zijn geweer (de M/28, een Finse aanpassing van de Mosin-Nagant) en 200 met zijn KP/31 mitrailleur, een record dat waarschijnlijk nooit geëvenaard is. Häyhä had geen vizier op zijn M/28, een van de redenen was omdat dat zijn positie zou verklappen aan de Russen als de zon ervan af weerkaatste. Ook gebruikte hij sneeuw als vulling voor zijn geweer, dit voorkwam dat de kracht van zijn geweerschoten een sneeuwwolk zou doen opwaaien die een vijand zou kunnen gebruiken om hem te lokaliseren.

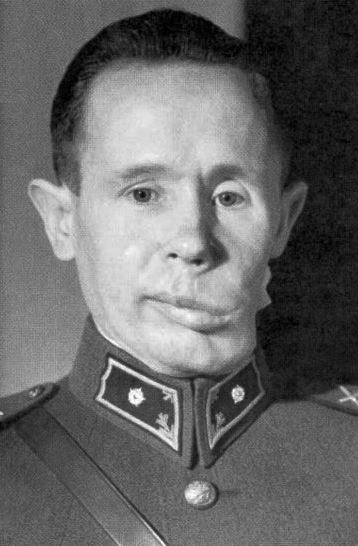
Häyhä als tweede luitenant, de verwonding aan zijn linkerkaak is duidelijk zichtbaar.

Op 6 maart 1940 werd Häyhä door een Russische militair in zijn linkerkaak geraakt en kwam pas weer bij bewustzijn op 13 maart, toen een vredesverdrag tussen Finland en Rusland getekend werd en daarmee een einde kwam aan de Winteroorlog. Vlak na het eind van de oorlog werd hij bevorderd van korporaal tot tweede luitenant.
Na de oorlog werd Häyhä elandenjager en hondenfokker. Hij trok zich terug in Hamina waar hij op 1 april 2002 op 96-jarige leeftijd overleed.